# Accord de libre-échange entre les États-Unis et le Chili

Exportation du Chili vers les Etats-Unies de 1995 à 2010.

L' accord de libre-échange entre les États-Unis et le Chili a été signé le 6 juin 2003, ratifié par la Chambre des représentants le 24 juillet 2003 à la suite d'un vote de 270 pour, et 156 contre et ratifié par le Sénat le 31 juillet 2003 à la suite d'un autre vote donnant 65 pour et 32 contre. Le président George W. Bush a signé le  United States-Chile Free Trade Agreement Implementation Act le 3 septembre 2003. Ce traité est mis en place par les deux pays depuis 1er janvier 2004.
Le traité est mis en place pour baisser des droits de douane dans le but d'accroître le commerce entre les deux pays,. Ainsi l'accord supprime près de 85 % des droits de douane entre les deux pays à terme
Le traité constituait pour les États-Unis un moyen de pression diplomatique afin de contraindre le Chili à appuyer l'invasion de l'Irak. George W. Bush avait fait savoir au président chilien Ricardo Lagos qu'une « attitude négative pourrait mettre en danger sa ratification. »

## Critiques
Les opposants à ce traité affirment que le Chili va de plus en plus dépendre des États-Unis pour l'exportation des matières premières et que cela va accroître les inégalités sociales au Chili.